# Parasmittina soulesi
Parasmittina soulesi is een mosdiertjessoort uit de familie van de Smittinidae. De wetenschappelijke naam van de soort is voor het eerst geldig gepubliceerd in 1993 door J. Scholz en M.A.V. Cusi.